# Покровское (Очаковский район)
Покровское (укр. Покровське) — село в Очаковском районе Николаевской области Украины. В 2022 году село временно оккупировано российскими войсками в ходе вторжения России на Украину.
Почтовый индекс — 57555. Телефонный код — 5154. Занимает площадь 2,428 км². 

## Население
Население по переписи 2001 года составляло 177 человек.

### Языковой состав
Родной язык населения по данным переписи 2001 года:
| Язык       | Численность, чел. | Доля     |
| ---------- | ----------------- | -------- |
| Украинский | 113               | 63,84 %  |
| Русский    | 61                | 34,46 %  |
| Гагаузский | 3                 | 1,70 %   |
| Итого      | 177               | 100,00 % |

## Местный совет
57555, Николаевская обл., Очаковский р-н, с. Покровка, ул. Морозовская, 22